# Kanga (vestimenta)

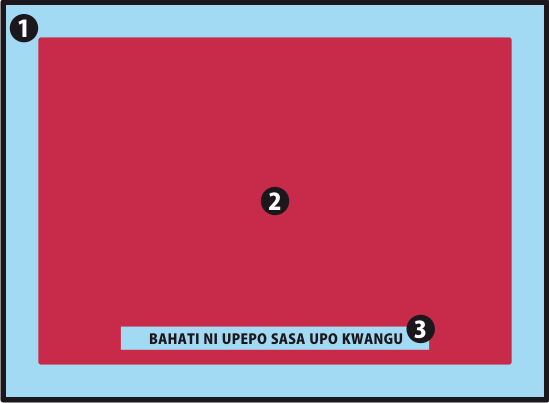
Ilustración simplificada de una kanga. (1) pindo; (2) mji; (3) jina. La jina de esta kanga es Bahati ni upepo sasa upo kwangu, lo que traducido significa "La suerte es como (el soplar del) viento, ahora se encuentra de mi lado".

La kanga vocablo que proviene del verbo en Bantú antiguo (Kiswahili), ku-kanga envolver o encerrar, es una vestimenta colorida similar al kitenge, utilizado por las mujeres y en forma ocasional por los hombres del Este de África. Es un trozo de tela impresa de algodón, de 1.5m por 1m, a menudo con un borde en sus cuatro costados (denominado pindo en suajili), y una parte central (mji) que posee un diseño distinto al de los bordes. Por lo general las kangas son muy coloridas.

## Orígenes

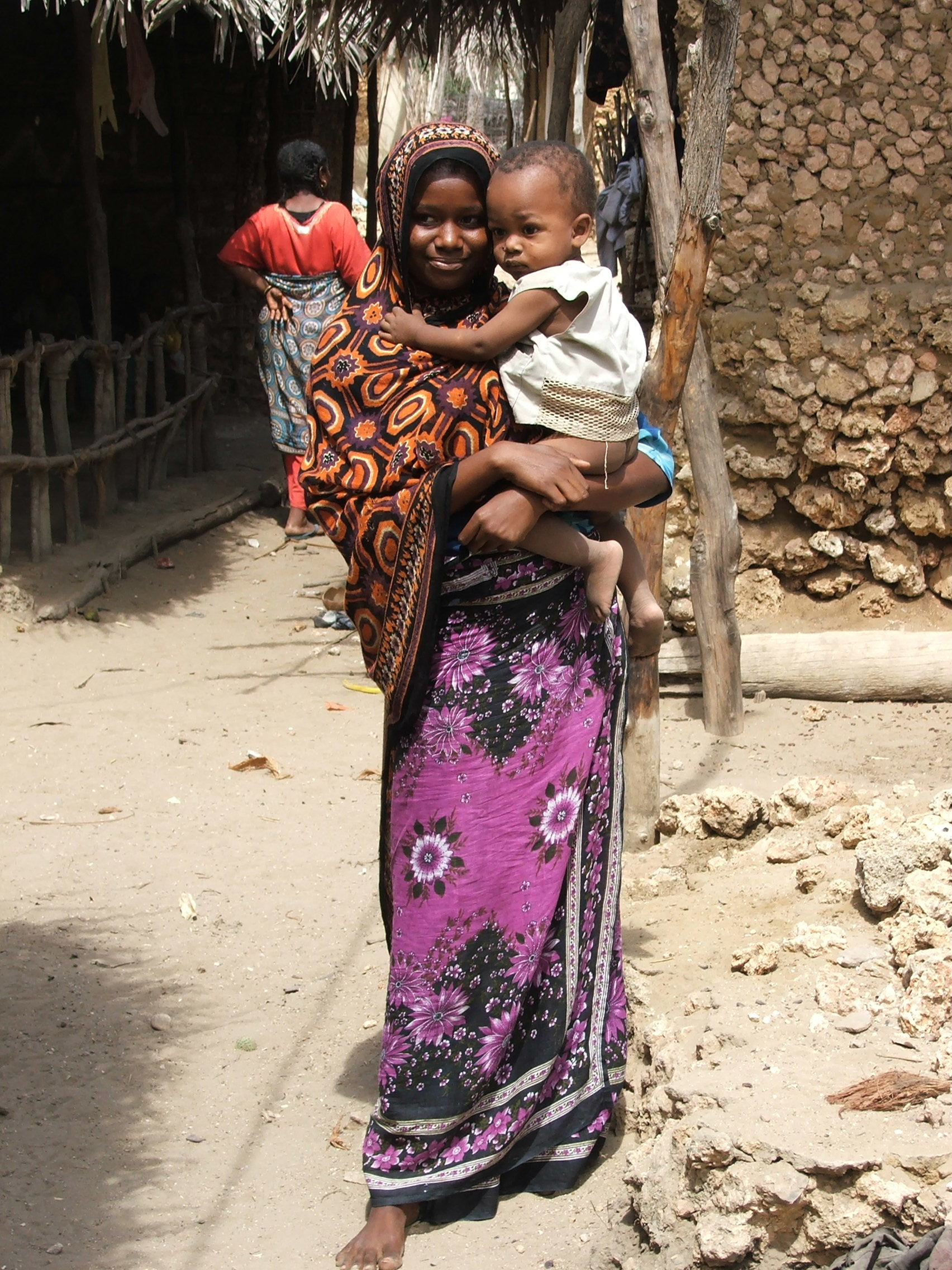
Una mujer vestida con una kanga en Siyu en la isla Pate, al norte de Kenia.

Desde que se tienen registros las kangas han sido un tipo de indumentaria tradicional entre las mujeres del centro/este de África. En los países del este de África las kangas por lo general poseen impresas leyendas denominadas jina en kiswahili, mientras que en África Central las leyendas o jinas de las kangas pueden estar escritas en kiswahili o en lingala.

## Vehículo de comunicación

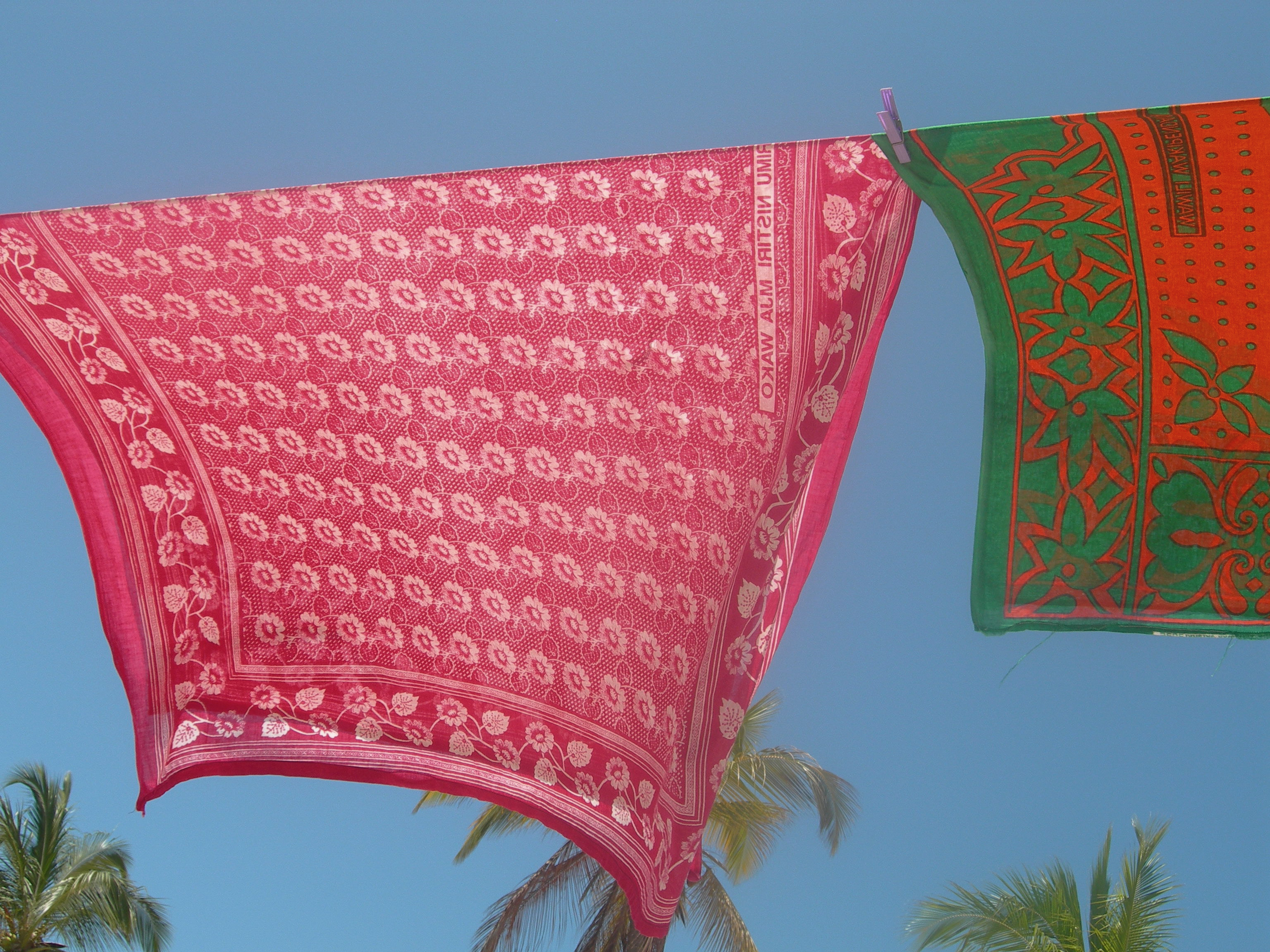
Kangas puestas a secar en Paje, Zanzíbar, Tanzania.

Uno de los laterales largos del mji posee una franja en la cual se encuentra impreso un mensaje escrito en suajili, o menos frecuentemente en árabe o comorense. En otros países en los que producen sus propias kangas escriben sus mensajes o nombres en sus idiomas: en Madagascar (República Malagasy) en donde las kangas son denominadas lambas, las mismas presentan ohabolana, que son proverbios tradicionales escritos en malgache; también se las fabrica en Zambia y Malaui. Estas leyendas son denominadas jina (literalmente 'nombre') de la kanga. Los mensajes a menudo son acertijos o proverbios. Por ejemplo:
- Majivuno hayafai — La codicia nunca es buena[1]
- Mkipendana mambo huwa sawa — Todo está bien si se aman mutuamente[1]
- Japo sipati tamaa sikati — Aun si no poseo nada, aún poseo el deseo de conseguir aquello que quiero[1]
- Wazazi ni dhahabu kuwatunza ni thawabu — Los padres son oro; cuidar de ellos es una bendición[1]
- Sisi sote abiria dereva ni Mungu — Todos somos pasajeros, Dios es el conductor[1]
- Fimbo La Mnyonge Halina Nguvu — Es correcta la grandeza[2]
- Mwanamke mazingira tuanataka, usawa, amani, maendelo — Nosotras (mujeres) queremos igualdad, paz, y progreso[1]
- Naogopa simba na meno yake siogopi mtu kwa maneno yake — Tengo miedo de un león con dientes fuertes pero no de un hombre con sus palabras[1]